# Allapoderus multicolor
Allapoderus multicolor es una especie de coleóptero de la familia Attelabidae.

## Distribución geográfica
Habita en el Congo.